# Arima
Arima — тайваньская компания, специализирующаяся в сфере электроники и технологий. В состав группы компаний входят несколько подразделений. Arima больше всего известна как OEM- и ODM-изготовитель потребительской электроники, а также как производитель лазеров и солнечных батарей
.

## История
Arima Computer Corporation была основана в 1989 году. Компания специализировалась на выпуске компьютеров, в том числе ноутбуков. В 1994 году она выпустила акции, а в 1998 разместилась на Тайваньской фондовой бирже.
В 1999 году было основано подразделение Arima Communications, специализация которого — портативная электроника (мобильные телефоны, смартфоны).
В 2006 году Arima рассчитывала нарастить объёмы производства мобильных телефонов благодаря ODM-контрактам с японскими и европейскими производителями. Однако в 2007 году её показатели снизились, составив 9,5 млн устройств и 60,2 млн долларов прибыли. На 2008 год был запланирован рост: Arima выпускала устройства по заказу LG Electronics и Sony Ericsson (суммарно 90 % производства), а также для нескольких более мелких компаний. В 2008 году Arima избавилась от убыточного подразделения по ODM-производству ноутбуков и серверов, продав его Flextronics за 191,2 млн долларов.
В 2007 году были созданы подразделения Arima EcoEnergy Technologies и Arima Lasers, таким образом компания вышла на рынок оптоэлектроники и солнечной энергетики. В 2008 году она была переименована в Arima Photovoltaic & Optical Corporation.
В первом квартале 2011 года заказы Motorola составили 35-40 % от общего объёма отгрузок телефонов Arima, а доли Sony Ericsson и LG Electronics составили 30-35 % и 25-30 % соответственно.

## Подразделения
- Arima Display[10]
- Arima Lasers[11]
- Arima EcoEnergy Technologies[12]
- Arima Optoelectronics[13]
- Arima Communications[14]

## Устройства
Arima выпускала кнопочные мобильные телефоны, смартфоны, планшеты и ноутбуки по заказам других компаний. Кроме того, некоторое время она производила устройства и под своим брендом. В частности, в 2004 она выпустила Arima U300 — один из первых в мире смартфонов с поворотной камерой. В 2006—2008 годах компании Sony Ericsson и Motorola были ключевыми заказчиками у крупных тайваньских производителей, включая Arima. Вот неполный список устройств, выпущенных этой компанией для разных брендов:
- Motorola: EX223, Motokey Mini (EX108 и EX109), Motokey XT (EX118 и EX119)
- Sony Ericsson: W100i Spiro, W150i Yendo, T303, Z300i, J220i, J230i
- O2: O2 XDA Flame
- I-mate: Ultimate 6150, Ultimate 8150.

В 2018 году на российский рынок вышел выпускаемый на заводе Arima Яндекс.Телефон.
- Sony Ericsson W150i
- Sony Ericsson J220i
- Яндекс.Телефон